# Lettensturz

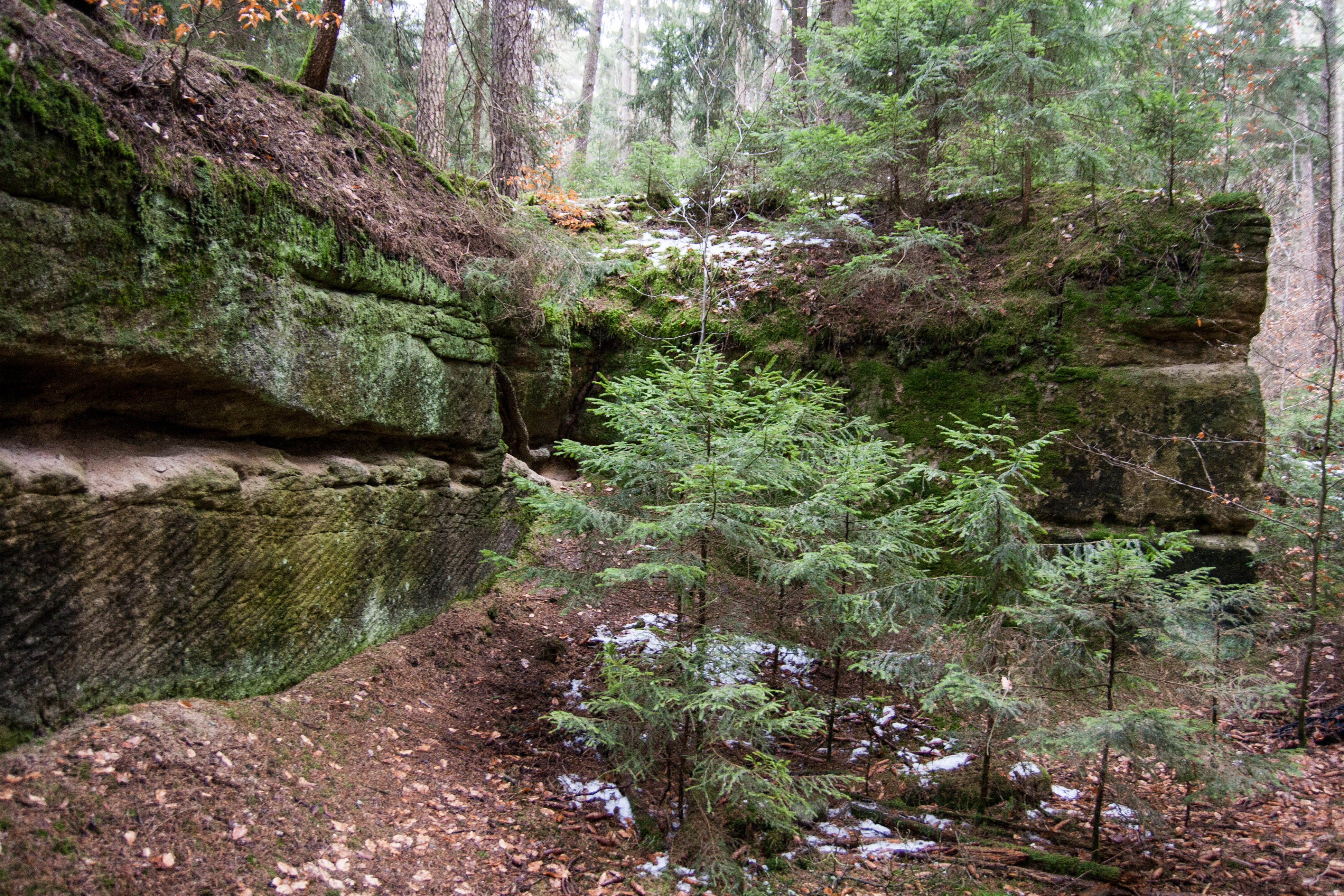
Ansicht des Steinbruchs

Der Lettensturz ist ein aufgelassener Steinbruch nahe dem Markt Feucht im mittelfränkischen Landkreis Nürnberger Land in Bayern.

## Lage
Der Lettensturz liegt etwa eineinhalb Kilometer nordöstlich von Feucht und zehn Kilometer südlich von Nürnberg. Das Gelände befindet sich im Feuchter Forst am Höhenzug Feuchter Höhe – Steinige Au im Forst Platte auf einer Höhe von knapp 400 Metern über Normalnull. 800 Meter südlich verläuft die Bahnstrecke Feucht–Altdorf und einen Kilometer südlich fließt der Gauchsbach vorbei.

## Geschichte
Zum Bau und zur Befestigung des Marktes Feucht wurde im frühen Mittelalter über Jahrhunderte hinweg Sandstein benötigt und ortsnah abgebaut.

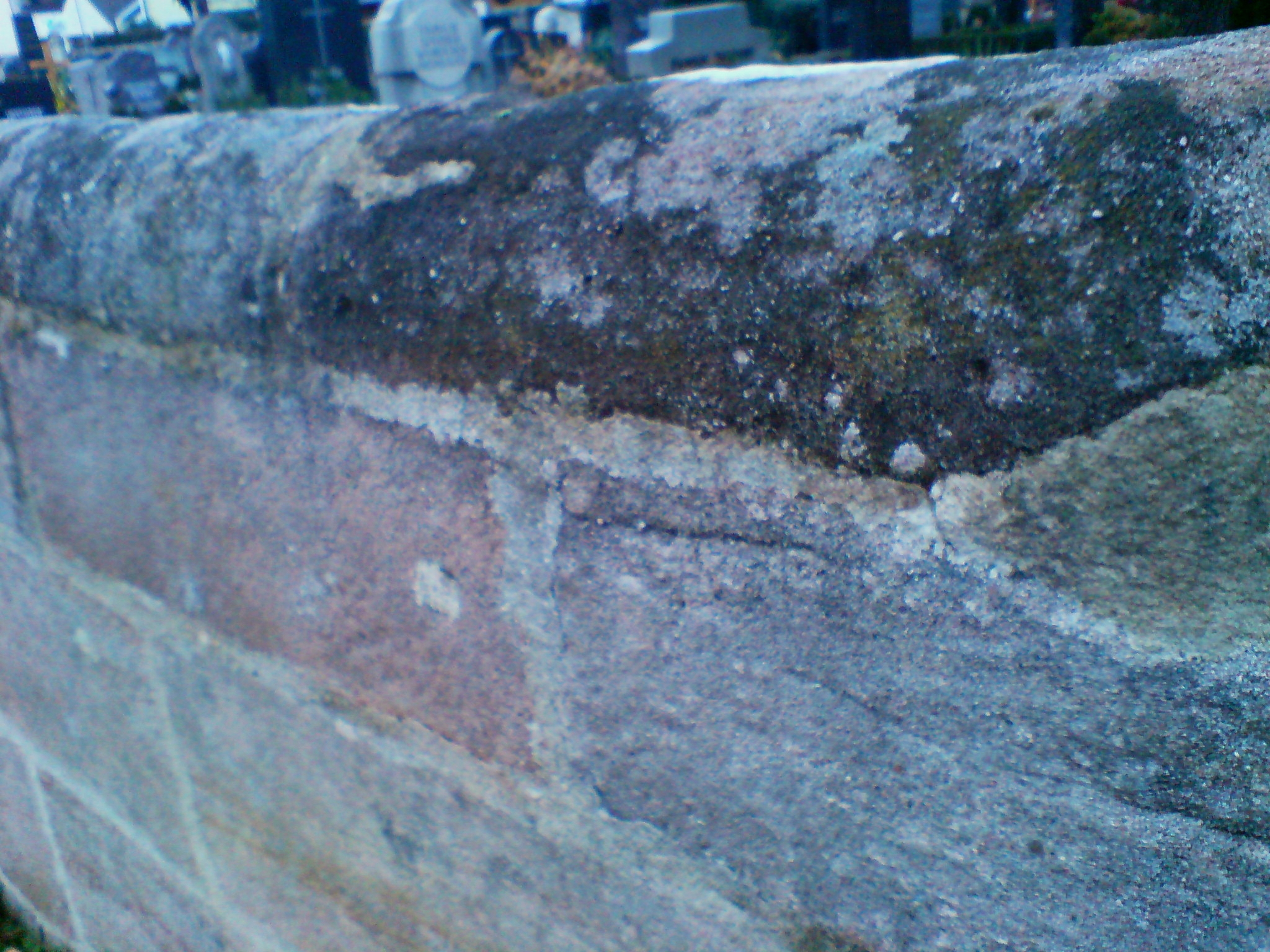
Friedhofsmauer aus Sandstein

Im beginnenden 2. Jahrtausend war dies die regional modernste Bauform und löste die herkömmliche Lehmziegelbauweise allmählich ab. Der Abbau begann möglicherweise bereits im 8. oder 9. Jahrhundert, historisch gesichert sind die Entnahme ab dem 12. Jahrhundert und relativ große Abbaumengen im frühen 14. Jahrhundert. Der in diesen Steinbrüchen gewonnene Burgsandstein ist ein relativ dunkler, durch Eisen(III)-oxid dunkelrot pigmentierter, teils auch durch humose Einlagerungen dunkelgrau bis fast schwärzlich erscheinender quarzitgebundener Naturstein. Dieser konnte allerdings mit dem benachbarten Worzeldorfer Sandstein oder gar dem Wendelsteiner Quarzit qualitativ nicht mithalten und er wurde deshalb niemals in größerem Umfang exportiert, sondern nur in Feucht und einigen umliegenden Gemeinden als Baustein verwendet. Einige Fuhren relativ kleiner, leichter Halbsteine oder Rohlinge wurden ins sieben Kilometer westlich gelegene Wendelstein geliefert. Die 185 Meter lange Mauer, die den dortigen alten Friedhof umgibt, besteht aus hellem Wendelsteiner Quarzit und bekam als Zierde oben ringsum einen pietätvollen schwarzen Rahmen aus den Feuchter Schwärzlingen aufgesetzt. Die Farbunterschiede sind auf dem nebenstehenden oberen Bild der Mauer gut erkennbar. Auch die Qualitätsunterschiede sind unverkennbar; während die gesamte Mauer ansonsten nur minimal absandet, ist auf dem zweiten Bild deutlich eine recht frische großflächige Abplatzung eines Decksteines zu sehen. 

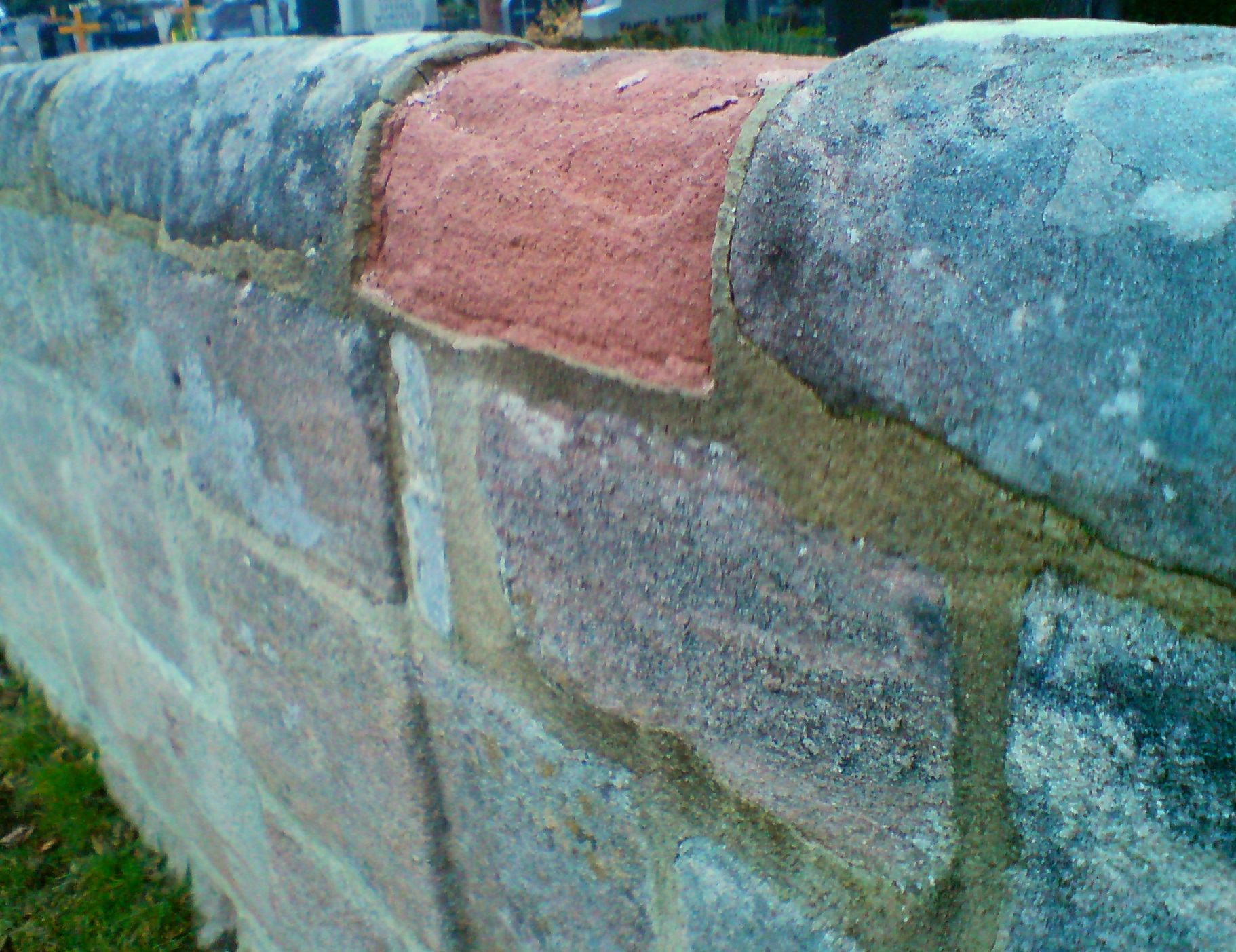
Friedhofsmauer mit Abplatzungen

Hier erkennt man im direkten Vergleich das wesentlich dunklere Rot des Feuchter Materials, das in wenigen Jahren ebenfalls wieder, wie die anderen Decksteine, auch geschwärzt erscheinen wird.
Die Steinbrucharbeit war damals hauptsächlich Winterarbeit, denn die Bauern und ihre Ochsen hatten dann auf den Feldern monatelang nichts zu tun. Große Quader wurden mittels Frostsprengung oder gezielter Abgrabung der Störungslinien im Fels und Keilung aus der Wand gelöst und anschließend in mühseliger Handarbeit in kleinere Blöcke zerlegt. Zum Abtransport wurde ein flacher und leicht abschüssiger Weg durch den Wald nach Feucht angelegt. Auf den historischen Karten ist dieser deutlich erkennbar und namentlich gekennzeichnet. Bei Dauerfrost wurde dort mit Schnee und Wasser eine sogenannte Eisversiegelung geschaffen, auf der die grob zugerichteten Blöcke relativ kräfteschonend bergab aus dem Steinbruch geschleift werden konnten. Die damals übliche Blockgröße betrug 3 × 1,5 × 1,5 Fuß, eine Größe, die ein Ochse auch ohne Fuhrwerk noch bequem ziehen kann.  Größere Bauteile wie Stürze, Säulen, Tröge etc. mussten wegen der Bruchgefahr auf Schlitten oder Fuhrwerken transportiert werden. Ab dem 15. Jahrhundert kam für grobe Vorarbeiten auch vermehrt Sprengpulver zum Einsatz. Mit dem Beginn der Frühindustrialisierung wurden die händigen Brech- und Zurichtearbeiten zunehmend unwirtschaftlich. Ab der Mitte des 18. Jahrhunderts wurden nach Feucht dann präziser gearbeitete, gesägte Bausteine importiert; hauptsächlich die Lokalbahn Wendelstein–Feucht machte dies möglich. Der Steinbruch wurde daraufhin in den 1880er Jahren vollständig aufgelassen.
Im Zweiten Weltkrieg befand sich zur Luftsicherung Nürnbergs in den längst aufgegebenen Brüchen eine relativ gut versteckte Flakstellung, die dem Flak-Regiment 93 unterstand. Die zugehörigen Nachtaufklärungs-Scheinwerfer standen etwa auf dem Gelände des heutigen Freibades in Feucht. Kurz vor Kriegsende wurden am 16. April 1945 während der Schlacht um Nürnberg im Vollzug des sogenannten Nero-Befehls sämtliche Befestigungen der Bunkeranlage Platte gesprengt.

## Zugang
Die Natur hat das Gelände längst zurückerobert; es ist nicht als Bau- oder Bodendenkmal qualifiziert, ganzjährig frei zugänglich und auch die Licht- und Lärmverschmutzung hält sich in gemäßigten Grenzen, sodass Großsäuger wie Rotwild und Schwarzwild dort heimisch blieben. Einzelne Individuen verunglücken jedoch immer wieder auf den stark befahrenen nördlich und westlich abgrenzenden Autobahnen A 6 und A 9.
Von Feucht aus ist das Areal in 15 Minuten zu Fuß gut erreichbar. Es führen zwei Wanderwege hindurch, die teilweise an den Steilstellen durch Geländer gesichert sind. Die Spuren der Steinbruchtätigkeit sind noch deutlich erkennbar (siehe Fotos):

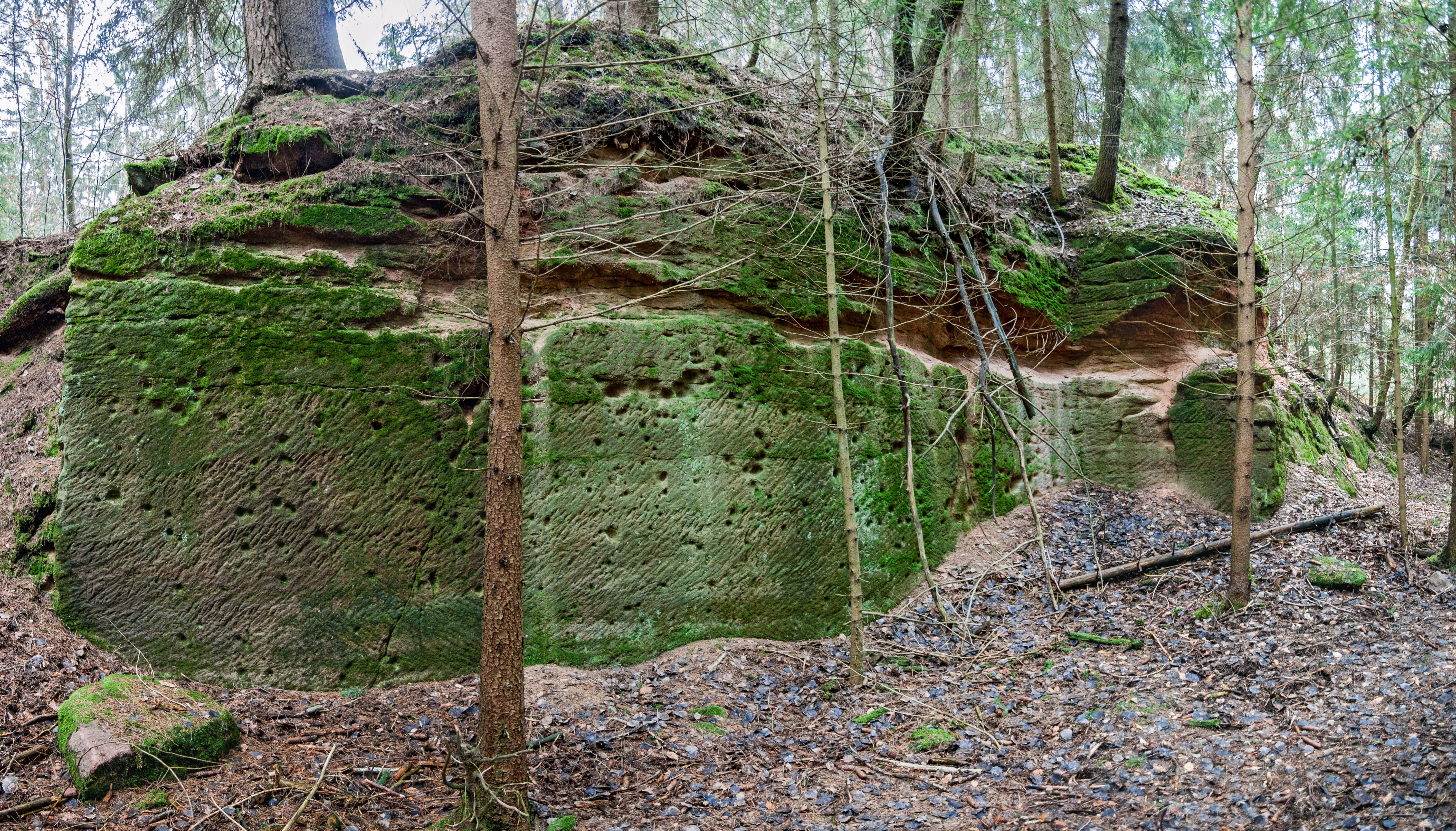
Steinbruch Lettensturz
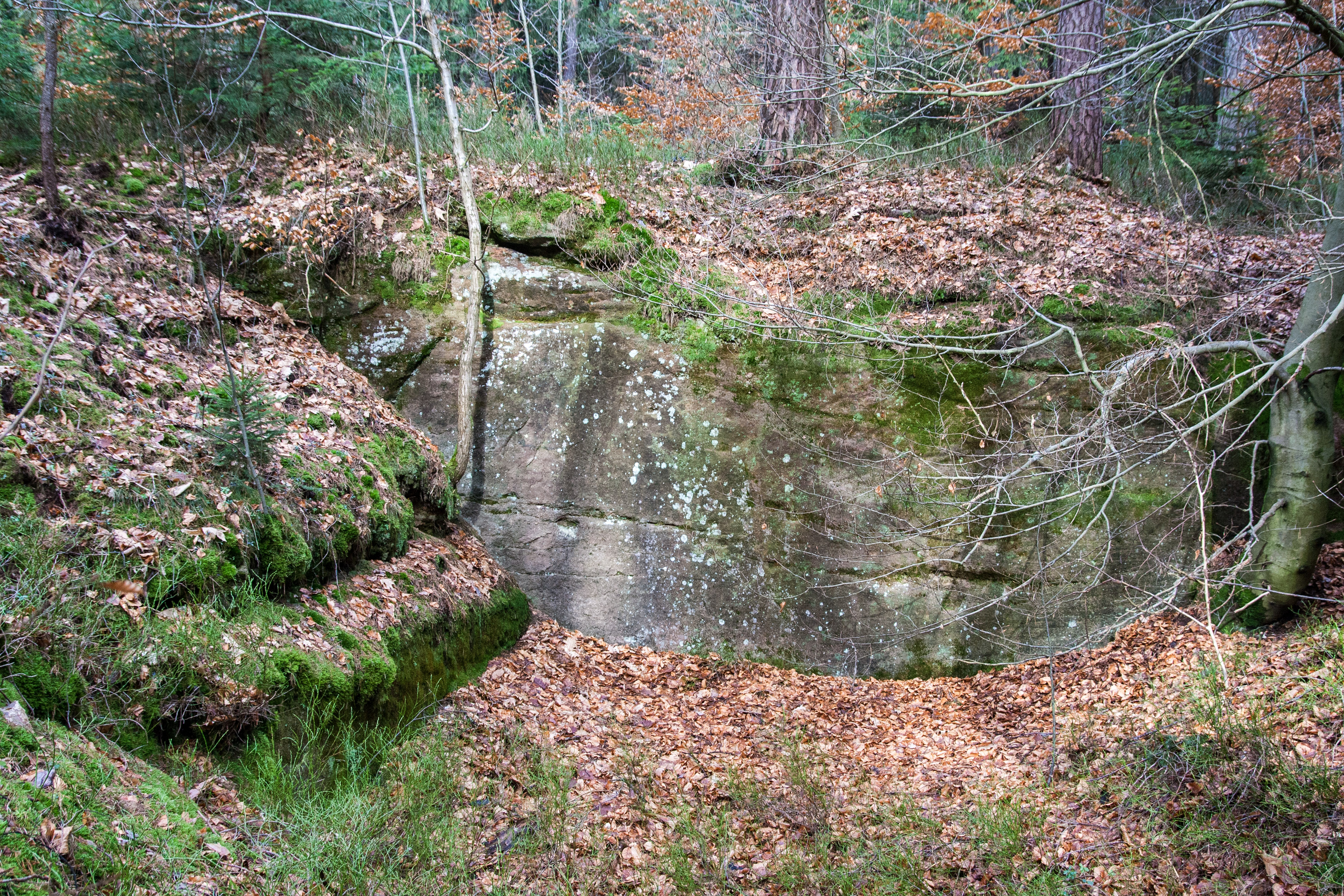
im Waldgebiet Platte
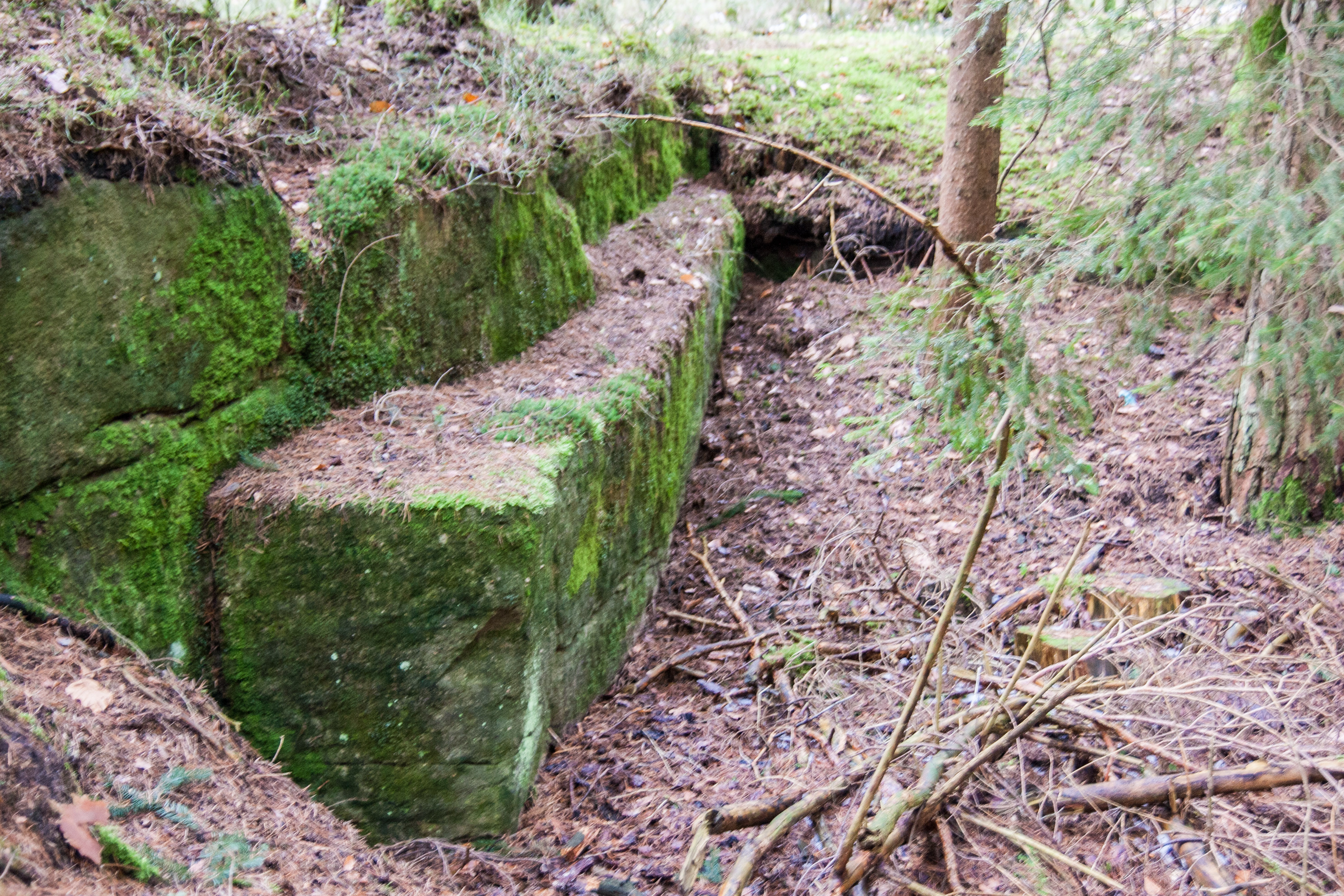
des Feuchter Forstes
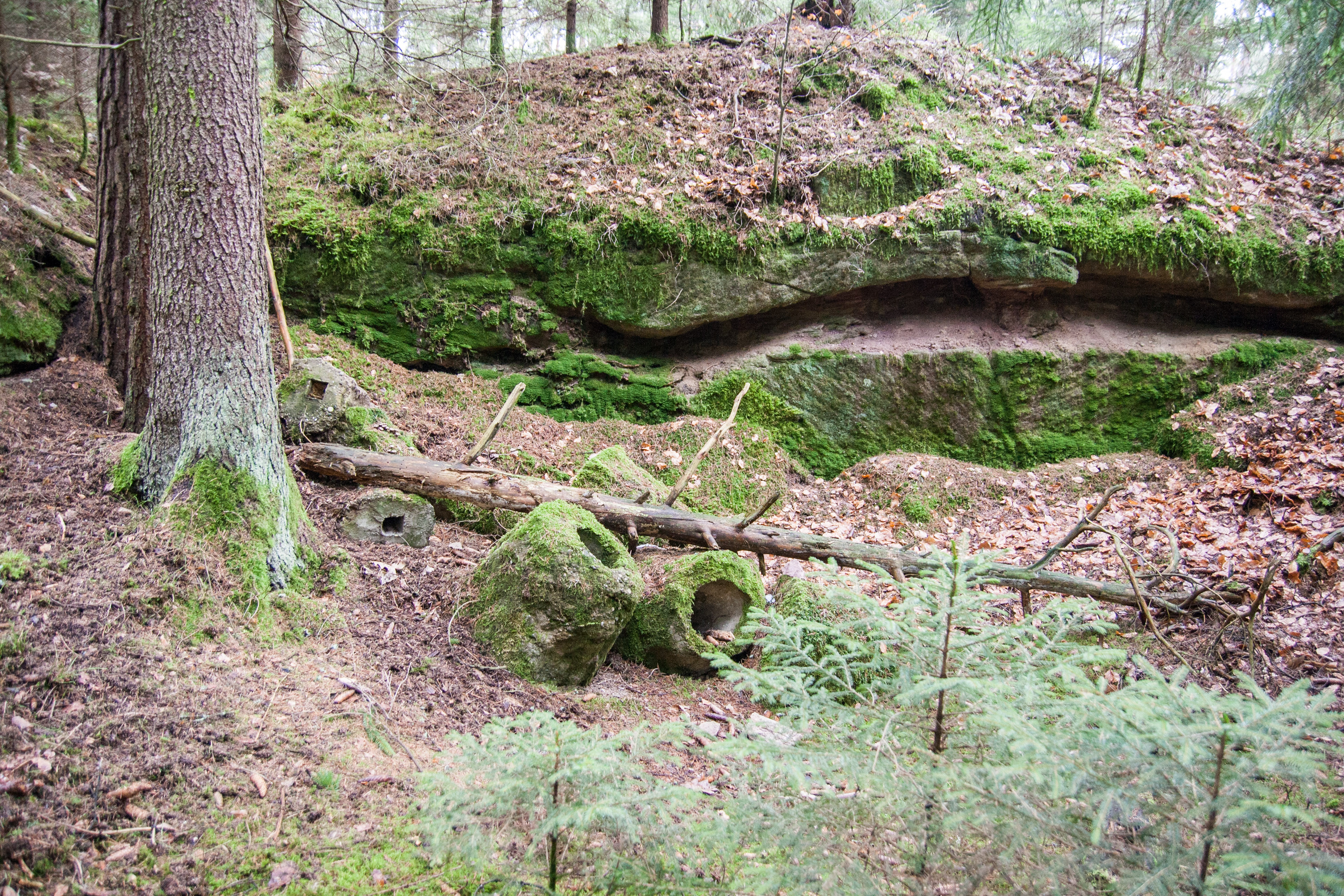
mit Resten der gesprengten
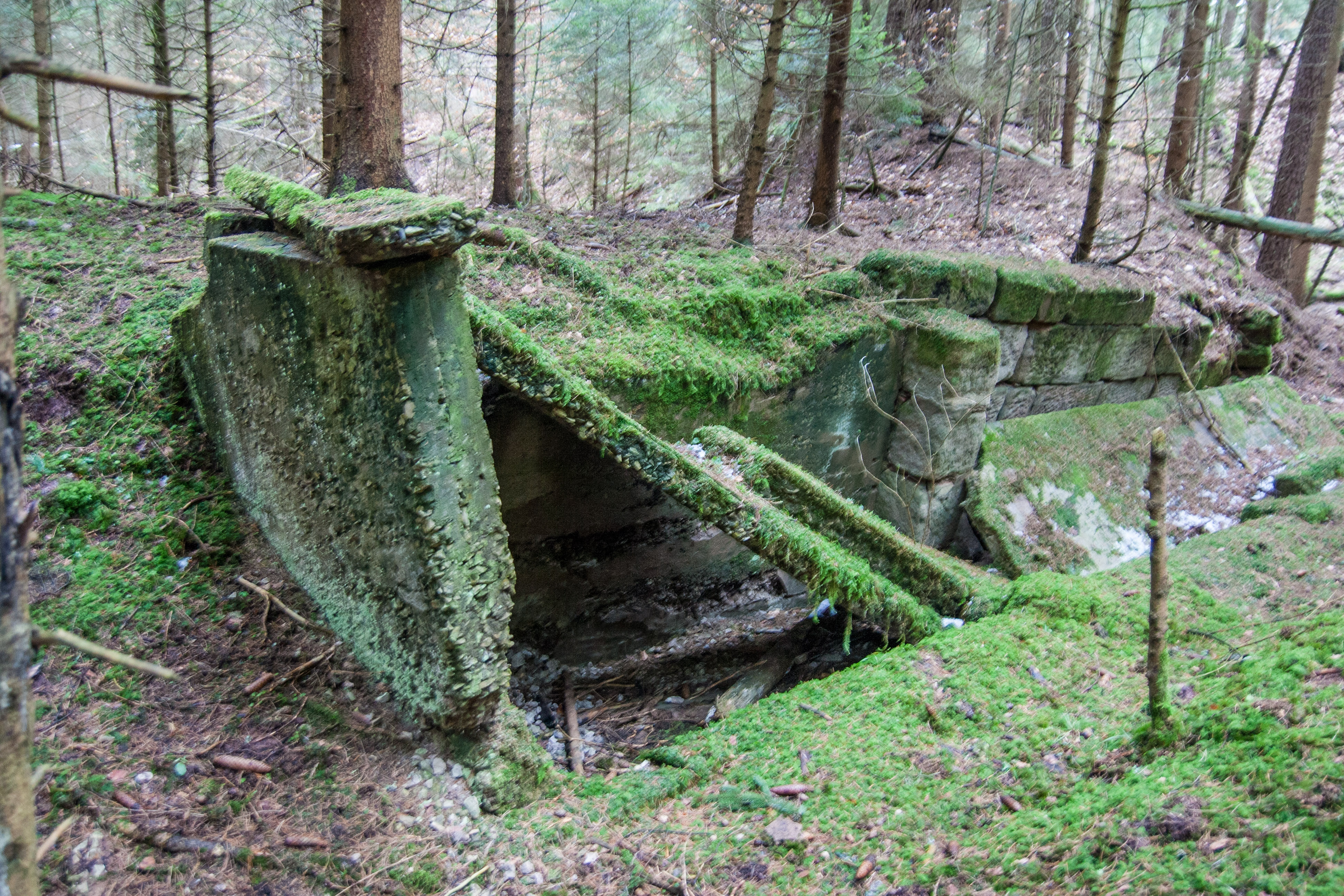
Bunkeranlage aus dem
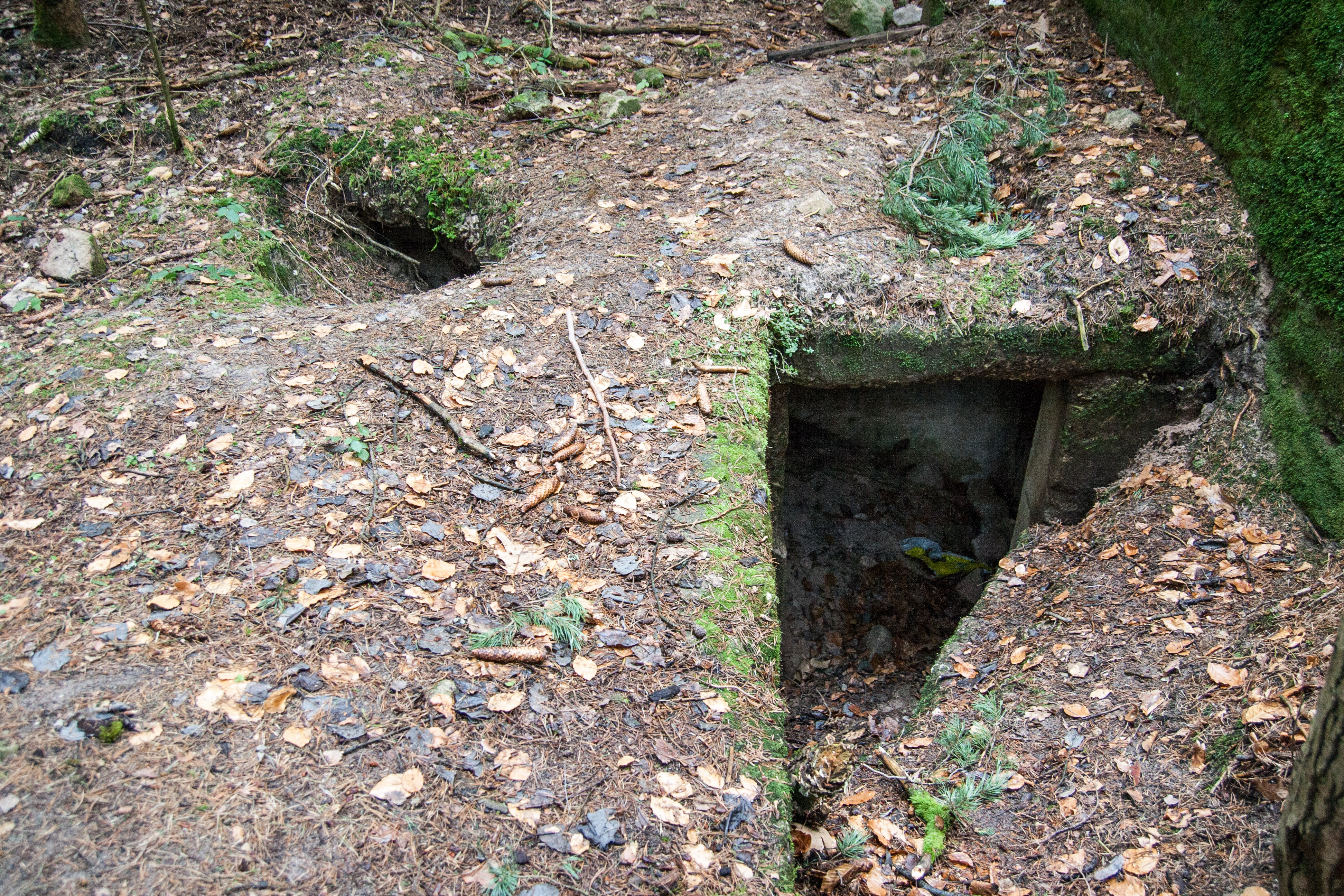
Zweiten Weltkrieg